# برت بلید
برت بلید (انگلیسی: Barrett Blade؛ زاده ۱۱ مارس ۱۹۷۳) کارگردان و بازیگر پورنوگرافی اهل ایالات متحده آمریکا است.